# 梅特马赫
梅特马赫是奥地利上奥地利州因克赖斯地区里德县的一个市镇。总面积30平方公里，总人口2549人，人口密度85.0人/平方公里（2005年）。